# Tour Paradis
Pour l’article homonyme, voir Tour des Finances.
La Tour Paradis, souvent appelée Tour des Finances de Liège, est un immeuble de grande hauteur construit dans le quartier des Guillemins de Liège en Belgique. Sa hauteur, de 118 mètres - 136 avec l'antenne -, en fait l'immeuble le plus haut de Wallonie.
Elle abrite les quelque 1 100 fonctionnaires des finances employés à Liège et remplace les deux anciens bâtiments du SPF Finances dont la démolition a commencé en avril 2015.

## Historique

### Contexte
La Tour des Finances de Liège n'aurait sans doute jamais eu sa place dans une autre agglomération wallonne telle que Namur, Charleroi ou Mons, et ce pour une raison : ces villes n'ont pas de passé d'architecture verticale.
Là où Liège est depuis la fin des années 1930 tournée vers une construction verticale pour lutter contre la dépopulation de la ville, accentuée après la destruction partielle de la ville pendant les Première et Seconde Guerres mondiales, les autres villes wallonnes sont restées figées dans des constructions plus modestes en termes de hauteur pour plusieurs raisons : Charleroi occupe une superficie plus large que Liège avec un territoire moins accentué et Namur possède une superficie également plus importante que Liège et se démarque par une population moins importante (une centaine de milliers d'habitants au XXIe siècle contre approximativement 200 000 pour Liège et Charleroi). Mais Liège se démarque une fois de plus : un terrain escarpé, une petite superficie et une agglomération de plus de 600 000 habitants, soit la troisième de Belgique après Bruxelles et Anvers.
Le besoin de construire en hauteur devient alors plus que nécessaire pour accueillir les travailleurs à revenus moyens et les ouvriers dans le centre-ville. C'est ainsi qu'au cours du XXe siècle, plusieurs tours voient le jour telle que la résidence Belvédère en 1963, la résidence Le Petit Paradis en 1937, la résidence Kennedy en 1970, la tour Atlas en 1978 et la tour Simenon en 1963. On retrouve également, outre les tours, de nombreuses résidences pouvant aller jusqu'à une quinzaine voir une vingtaine d'étages entourant de part et d'autre les principales rues et avenues de la ville, comme le long des quais ou l'axe Avroy-Sauvenière.

### Le projet
À la suite de l'édification de la nouvelle gare des Guillemins, la Ville de Liège souhaite construire une vaste esplanade entre la station ferroviaire et la Meuse, ce qui impose la démolition de l'immeuble occupé par l'administration des Finances. En 2007, la Régie des Bâtiments lance donc un concours afin de reloger les fonctionnaires de l'administration des finances à Liège, les anciens locaux contenant par ailleurs de l'amiante. Cinq offres sont déposées : deux sur le site du Val-Benoît, une près de la gare d'Angleur, une rue du Plan Incliné et une rue Paradis. Toutefois, la Régie a oublié de publier l'appel d'offres au niveau européen et doit donc annuler la procédure.
Un nouvel appel d'offres est introduit en 2008, il impose notamment aux candidats d'obtenir un certificat d'urbanisme remis par la Ville de Liège. Sur les six candidats, seuls deux obtiennent ledit certificat, Fedimmo qui veut construire une tour à l'extrémité de l'esplanade des Guillemins et la SNCB qui opte pour une barre d'immeuble le long de la rue du Plan Incliné. Le certificat de la société ferroviaire est assorti d'une longue série de conditions impossibles à satisfaire dans la mesure où le certificat n'est remis que la veille du dernier jour de remise de projet. La SNCB jette l'éponge et la Régie n'a qu'un dossier à examiner. Fedimmo obtient le marché,.
L'enquête publique révèle que des riverains s'opposent à la construction de la tour. Quatre-vingt-sept réclamations sont enregistrées, en particulier en raison du gabarit de la tour. En conséquence, la région wallonne impose de réorienter la pointe de la tour afin de l'éloigner des autres bâtiments et de redessiner la façade visible depuis la gare en accentuant les courbes. Ces changements entraînent une nouvelle procédure d'enquête publique et à l'octroi d'un nouveau permis par le ministre Philippe Henry en 2012. Les travaux commencent.
Des riverains et la SNCB introduisent des recours devant le Conseil d'Etat, entraînant un arrêt de quatre mois du chantier,. Les riverains se désistent et la juridiction administrative rejette le recours de la SNCB.

### Coûts
L'investissement du gouvernement fédéral par la Régie des Bâtiments s'élève à quelque 95 millions d'euros pour une occupation de 27,5 ans et générant un revenu locatif annuel de 5,9 millions d'euros, soit un rendement initial brut de 6,2 %.
Pour les coûts énergétiques, la tour, d'un style moderne, répond à des normes techniques et énergétiques très élevées, ce qui permet une réduction de ses coûts par rapport aux anciens bureaux du Service des Finances de Liège.

## Toponymie
Dans le quartier des Guillemins, de nombreux éléments rappellent l'appellation Paradis ; c'est le cas notamment de la rue Paradis et de la résidence du Petit Paradis, devant la tour des Finances. Aujourd'hui, on retrouve donc un nouvel élément architectural, la Tour Paradis. Ce terme vient directement d'une chapelle, détruite en 1881, nommée Paradis, qui se dressait aux alentours de la tour actuelle.

## Construction
Les travaux de construction se déroulent de mars 2012 à décembre 2014.
L'édification de la tour nécessite le montage d'une grue de 151 mètres et d'une autre de 131 mètres. Ces structures sont amarrées à l'immeuble au fur et à mesure de l'élévation. La configuration du quartier limite le mouvement des grues.
Le chantier est divisé en deux parties :

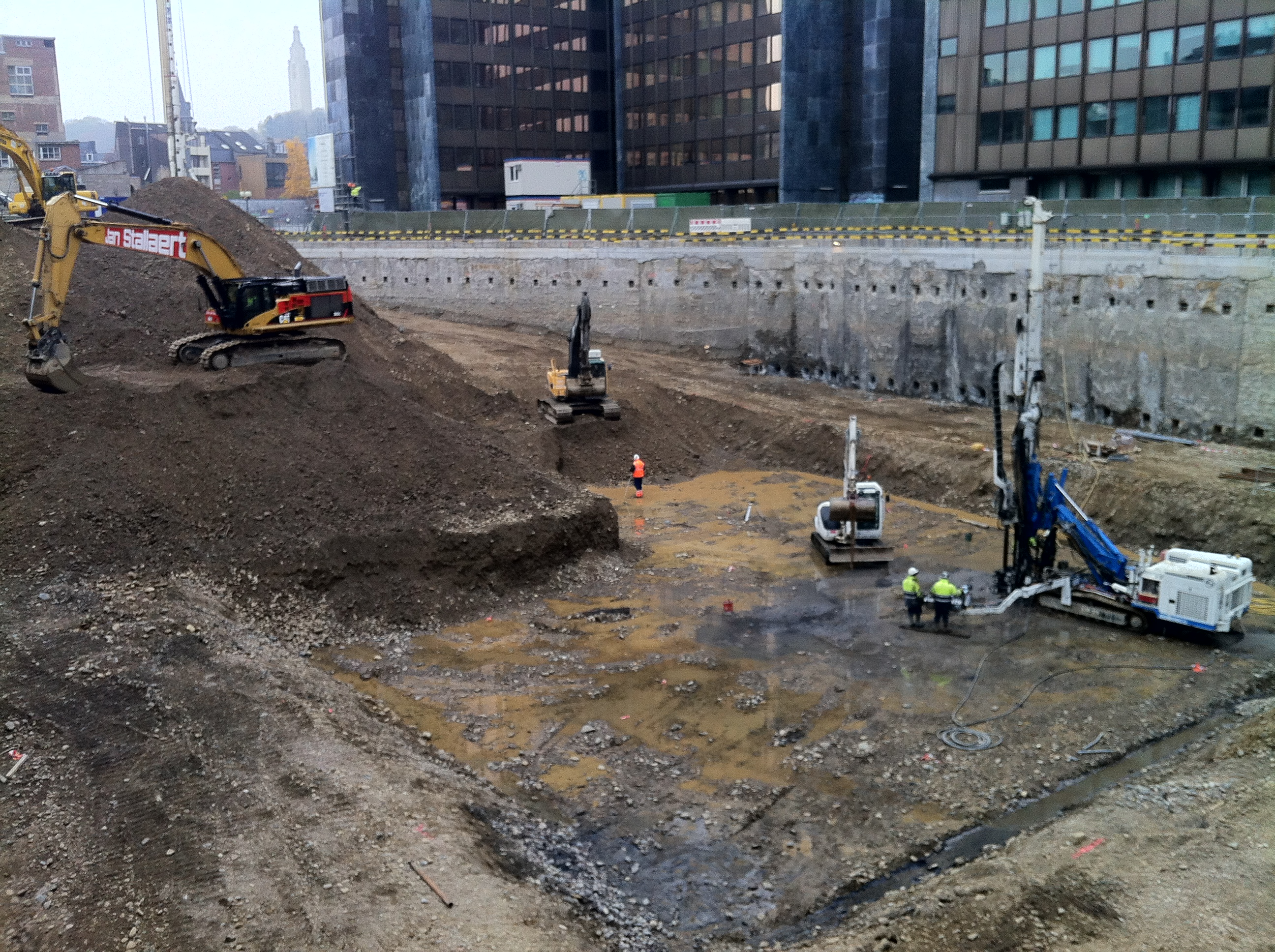
Travaux de terrassement de la tour en novembre 2012.

- Gros-œuvre et fermeture : de mars 2012 à février 2014.
- Techniques et parachèvements : de novembre 2012 à décembre 2014.
- Début parois moulées : avril 2012
- Début terrassement : mai 2012
- Début réalisation des sous-sols : décembre 2012
- Début réalisation des étages supérieurs : mai 2013
- Début habillage façades : août 2013
- Début des parachèvements : septembre 2013
- Fin de chantier : décembre 2014
- Déménagement vers le nouveau : à partir de mars 2015
- Démolition du bâtiment existant : dès juillet 2015, pour une durée d'environ 6 mois[20].

D'une superficie de 52 946 m2, la tour est inaugurée en 2015 et devient l'un des plus grands points de repère de la Cité ardente.

### Ingénierie
D'une hauteur de 136 mètres, flèche comprise, la Tour des Finances n'est pas une construction de grande hauteur comme on peut en croiser à New York, à Shanghai ou à Dubaï ; mais d'un point de vue européen (excepté la Russie), la hauteur de la tour peut être qualifiée de grande hauteur, de plus si on se focalise sur les tours construites en Belgique. Ainsi, la Tour des Finances de Liège est la cinquième plus haute de Belgique, dépassé d'à peine 14 mètres pour la plus haute tour, la Tour du Midi, à Bruxelles. Elle est cependant la plus haute tour de Belgique en dehors de la Région de Bruxelles-Capitale, affirmant un renouveau de la ville de Liège et sa renommée de capitale économique de Wallonie.
Pour donner un effet de plus grande hauteur à la tour, celle-ci se termine par une pointe élancée vers le ciel et une flèche de 18 mètres de haut.

### Colonnes, noyaux et étude dynamique sous vent
Comme pour la plupart des nouvelles constructions de tours au début des années 2010, la tour de Liège fut construite par l'utilisation de bétons à hautes performances nommés C80/95 concernant les colonnes. L'utilisation de ce béton pour les colonnes crée des déformations avec le noyau central.
Pour limiter ces impacts négatifs, des calculs permanents ont été réalisés durant la construction de la tour. Ainsi, après chaque bétonnage ou mise en place d'élément préfabriqué, un calcul sur l'impact à long terme des phénomènes de déformations différentielles était réalisé.
Le noyau central est pourvu de deux sous-noyaux reliés à chaque étage par des linteaux d'un mètre sur un mètres et fonctionne comme une poutre Virendeel permettant une meilleure résistance au vent. L'étude dynamique sous vent montre que la tour peut subir un déplacement, à sa hauteur, de 10,25 centimètres, soit 1/1000 de sa hauteur hors-sol. L'accélération caractéristique maximale que pourrait subir les occupants de la tour est alors de 0,193 m/s2. L'occupation de la tour étant des espaces de bureaux, le critère de confort est limité à 1,05 m/s2, ce qui fait que la tour respecte très bien la norme de confort, cinq fois mieux que les normes imposées.

## Localisation de la tour
La tour Paradis est implantée non loin de la Meuse dans le quartier des Guillemins, à la limite du quartier de Fragnée.
Elle s'insère dans l'axe créé par la gare de Liège-Guillemins, place Pierre Clerdent, l'esplanade des Guillemins, la passerelle La Belle Liégeoise, le parc de la Boverie, le pont des Vennes et la Médiacité.
Elle est desservie par plusieurs lignes de bus, certaines remplacées en avril 2025 par une ligne de tram.
Elle fait face, de l'autre côté de la Meuse, à la tour cybernétique de Nicolas Schöffer, œuvre monumentale de 1961.

## Description

### Caractéristiques
Les fondations de la tour reposent directement sur un sol composé de schiste à douze mètres de profondeur.
La Tour Paradis mesure 136 mètres de haut. Elle a la forme d'un demi-ovale, d'un fer à repasser ou d'un bateau qui monte en s'évasant vers un sommet oblique. Elle compte trois niveaux souterrains et 26 étages, le tout surmonté d'une flèche.
La structure du bâtiment est composée de béton armé. Les planchers, poutres et colonnes sont réalisés en béton préfabriqué.
En raison de sa proximité avec la Meuse et d'une nappe phréatique, des pompes sont installées dans les sous-sols afin d'évacuer l'eau qui s'infiltre.

### Façade solaire
La façade de la tour a été réalisée avec du vitrage photovoltaïque.[réf. nécessaire]

### Utilisation

#### Administration et locataire
Le 12 décembre 2014, deux ans après le début de la construction de la tour, l'immeuble est remis au locataire de la tour, la Régie des Bâtiments du gouvernement fédéral belge (la tour accueille en effet les fonctionnaires du Ministère des Finances). Cette location de 27,5 ans permet d'employer quelque 1 100 fonctionnaires.
- Sous-sol (sur trois niveaux) : parking voitures (325 emplacements dont 26 réservés aux véhicules de service) et parking vélos (50 emplacements)[26]
- Rez-de-chaussée : Hall d'entrée, Restaurant
- 1er étage : Salles de cours
- 2e - 17e étages : Bureaux
- 18e - 19e étages : Non défini
- 20e - 24e étages : Bureaux
- 25e étage : Bureaux, Techniques
- 26e étage : Étage technique

Un total de 1 124 personnes y travailleront.[Passage à actualiser]

#### Tourisme
Le 25e étage est ouvert au public chaque année lors des Journées du patrimoine, il offre depuis la pointe de l'immeuble un panorama sur le centre de Liège.

## Conséquences
Les conséquences de la construction de la tour, compris dans le projet d'aménagement du quartier des Guillemins avec la gare, la passerelle et l'écoquartier, sont la destruction de plusieurs bâtiments ayant une certaine reconnaissance patrimoniale du point de vue de la population liégeoise. Ainsi, en 2017, la maison Rigo (classée au patrimoine wallon) est démolie, elle se situait alors juste en face de la tour des Finances et faisait tâche dans le projet d'aménagement, y compris pour la future ligne de tramway de Liège.
En ce qui concerne le stationnement dans le quartier, selon le rapport de synthèse de l'urbanisme de Liège ,: les anciens bâtiments des finances (rue Paradis) comportaient 145 emplacements en sous-sol et 600 en surface soit 745 places (page 60) mais c'était déjà insuffisant et régulièrement saturé. Pourtant la région a réduit les emplacements prévus initialement à 325 dans le but de forcer l'utilisation des transports en commun et de la mobilité douce: ce déficit de  accentue l'engorgement du quartier au détriment des riverains, déjà pénalisés par les navetteurs de la gare. Par contre, dans ce même rapport, à la page 68, la région impose à tous les bâtiments résidentiels et professionnels d'avoir un nombre suffisant de parkings disponibles par rapport à leurs occupants. Cette logique n'a pas été appliquée au ministère des finances, malgré l'intervention des syndicats pour défendre l'intérêt des fonctionnaires. Les riverains et les employés du ministère des finances sont les premières victimes de ce déficit de 420 emplacements de parking, qui aggrave la suppression des stationnements des anciennes voiries autour de la gare.

## Prix
L'immeuble reçoit en 2015 la certification BREEAM « Excellent » avec un score de 74%, soit excellent, dans la catégorie Bureaux.

## Galerie

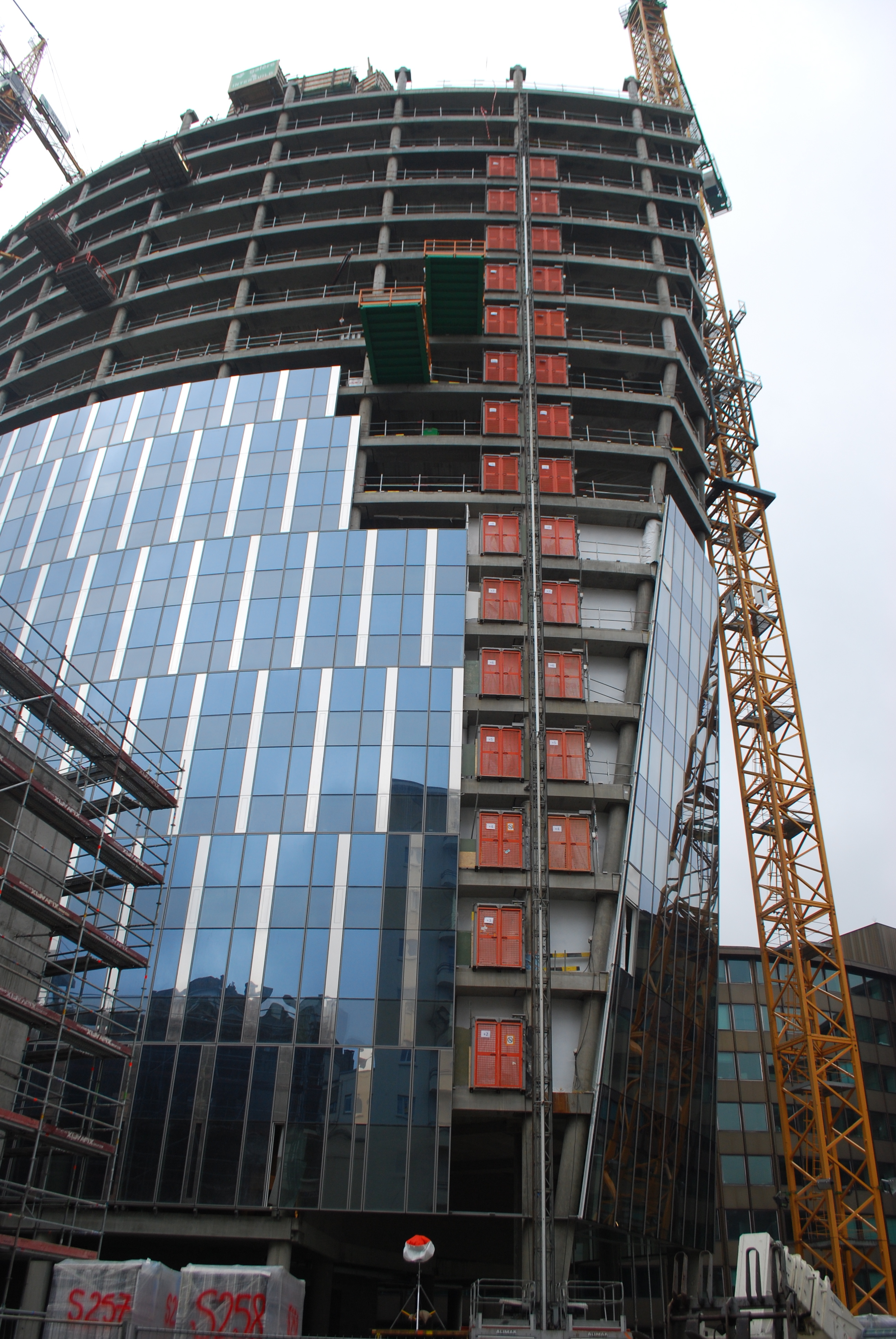
La tour en construction (décembre 2013)
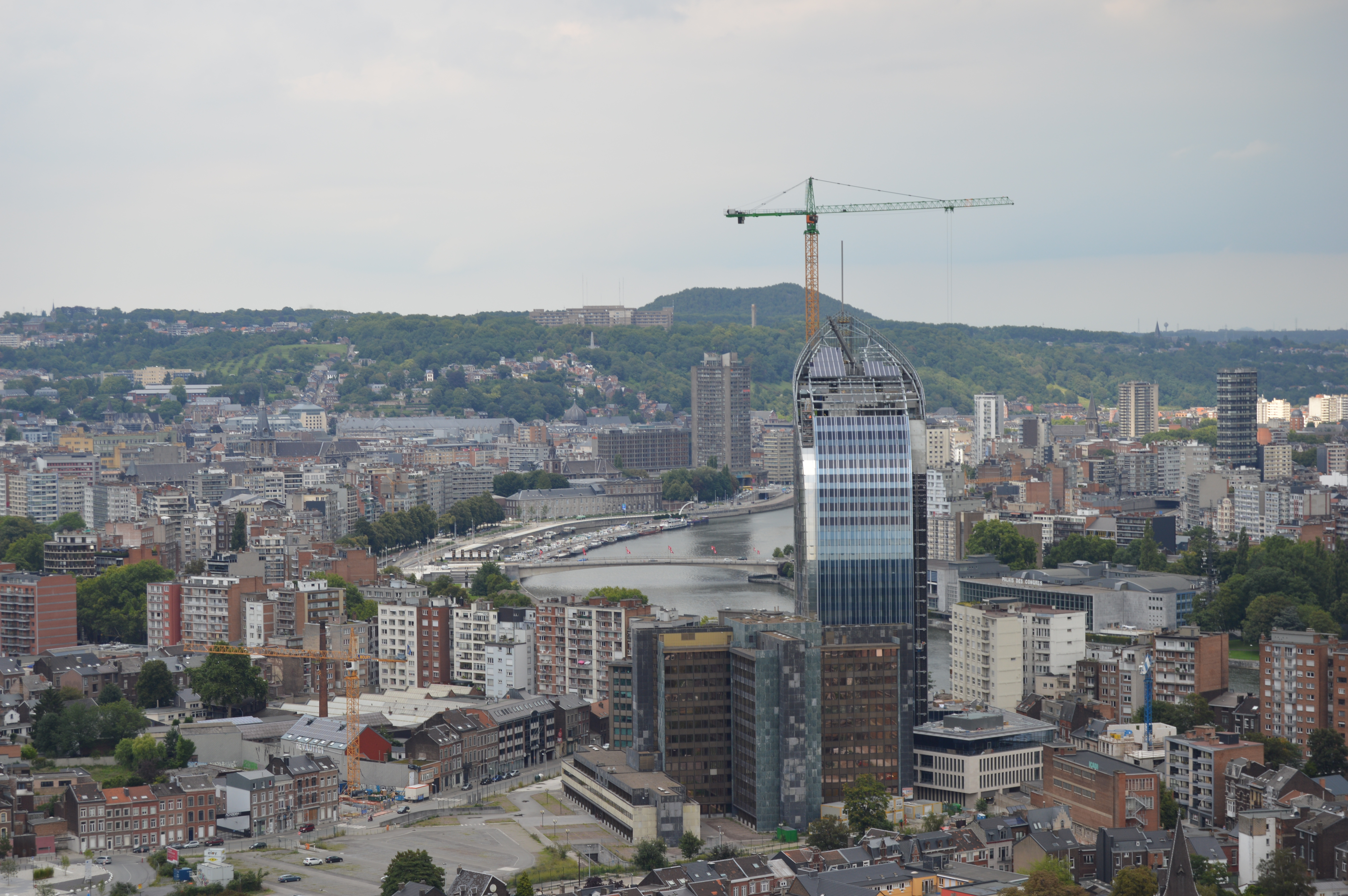
Vue de derrière
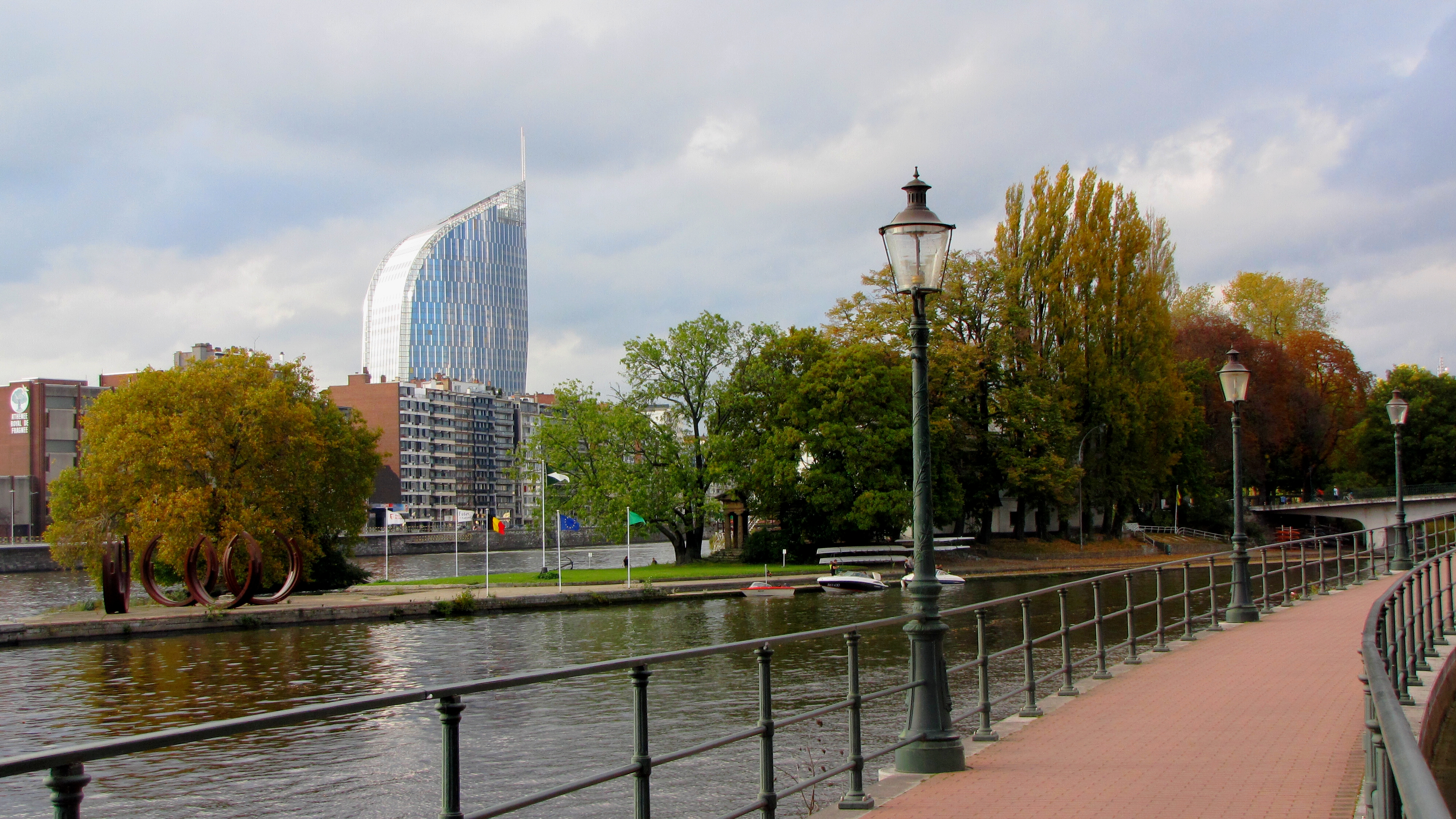
Vue de profil depuis le Quai Mativa
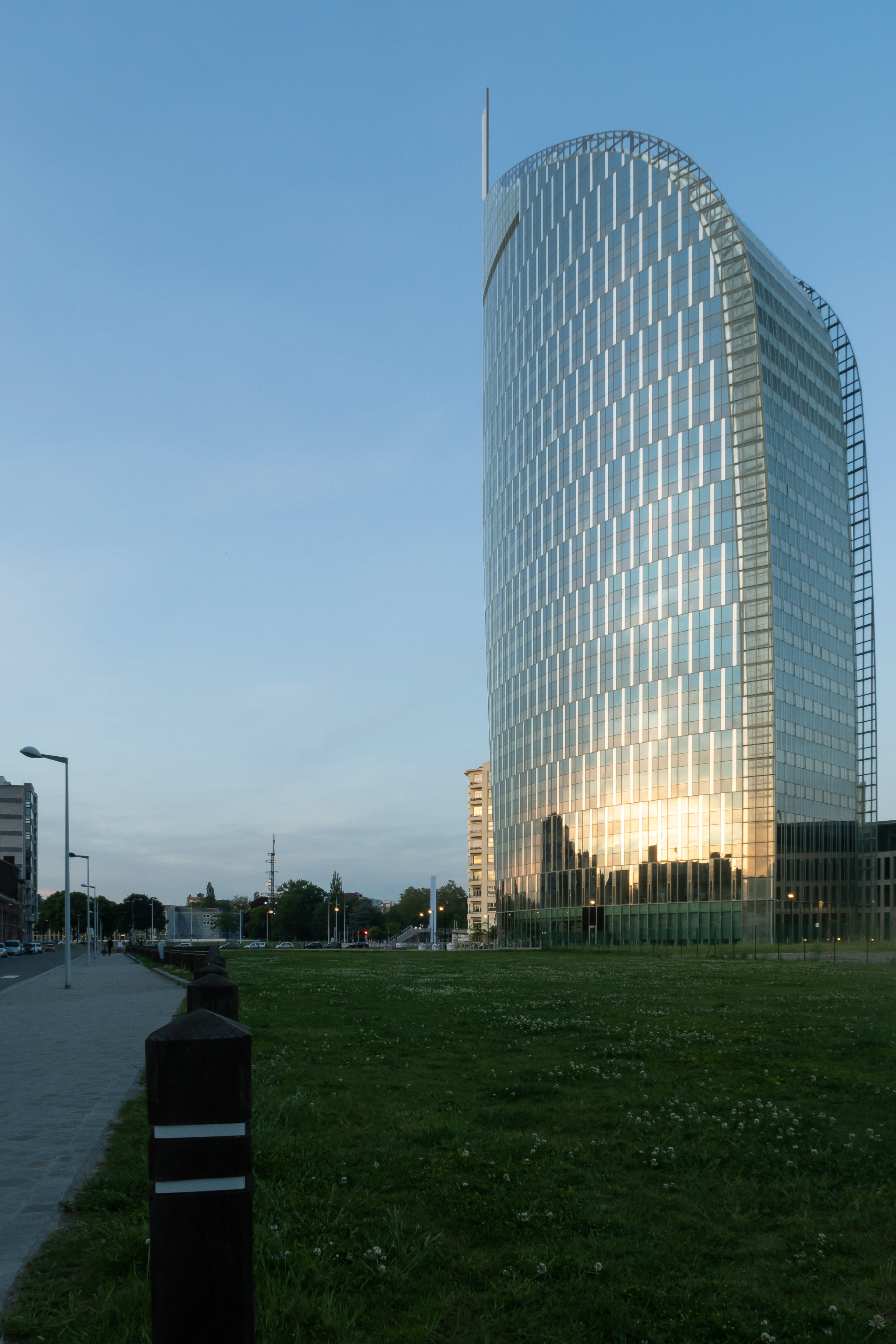
Tour Paradis le soir